# تپه حیدر بیگ
تپه حیدر بیگ مربوط به سدهٔ ۵ الی ۱۰ ه.ق است و در شهرستان بیجار، روستای نجف آباد واقع شده و این اثر در تاریخ ۱۸ مهر ۱۳۵۶ با شمارهٔ ثبت ۱۴۸۳ به‌عنوان یکی از آثار ملی ایران به ثبت رسیده است.